# Naturbahnrodel-Europameisterschaft 2020
Erstmals fand mit der 28. Naturbahnrodel-Europameisterschaft eine Europameisterschaft der Fédération Internationale de Luge de Course (FIL) auf der weltcuperprobten Kurzbahn in der russischen Hauptstadt Moskau statt. Witterungsbedingt konnten vom 21. bis 23. Februar 2020 nur ein Trainings- und ein Wertungslauf als Sprint-Wettkampf auf einer verkürzten Bahn durchgeführt werden. Zu neuen Europameistern kürten sich: Evelin Lanthaler (Italien) im Einsitzer der Damen, Michael Scheikl (Österreich) im Einsitzer der Herren und Patrick Lambacher und Matthias  Lambacher (Italien) im Doppelsitzer. Sowohl für den Österreicher als auch für das italienische Doppel war es der erste Europameistertitel ihrer Karriere. Im Teambewerb (eine Dame, zwei Herren) setzte sich Italien vor Österreich und Gastgeber Russland durch.

## Einsitzer Herren
| Platz | Name                | Zeit        |
| ----- | ------------------- | ----------- |
| 01    | Michael Scheikl     | 0:11,11 min |
| 02    | Alexander Jegorow   | + 0,02 s    |
| 03    | Alex Gruber         | + 0,03 s    |
| 04    | Alexei Martjanow    | + 0,04 s    |
| 04    | Fabian Achenrainer  | + 0,04 s    |
| 06    | Christian Schopf    | + 0,05 s    |
| 06    | Grigori Bukin       | + 0,05 s    |
| 08    | Patrick Pigneter    | + 0,06 s    |
| 09    | Thomas Kammerlander | + 0,11 s    |
| 10    | Florian Markt       | + 0,14 s    |
| 10    | Juri Talych         | + 0,14 s    |
| 12    | Matthias Lambacher  | + 0,15 s    |
| 13    | Stanislav Kovshik   | + 0,16 s    |
| 14    | Stefan Federer      | + 0,18 s    |
| 15    | Florian Clara       | + 0,24 s    |
| 16    | Oliver Schiller     | + 0,34 s    |
| 17    | Blaz Mekina         | + 0,37 s    |
| 18    | Florian Glatzl      | + 0,40 s    |
| 19    | Josef Limmer        | + 0,52 s    |
| 20    | Isa Guzeloglu       | + 0,55 s    |
| 21    | Matevz Vertelj      | + 0,56 s    |
| 22    | Bine Mekina         | + 0,57 s    |
| 23    | Adam Jędrzejko      | + 0,65 s    |
| 24    | Jerome Almer        | + 0,72 s    |
| 25    | Peter Neubauer      | + 0,73 s    |

## Einsitzer Damen
| Platz | Name                   | Zeit        |
| ----- | ---------------------- | ----------- |
| 01    | Evelin Lanthaler       | 0:11,38 min |
| 02    | Jekaterina Lawrentjewa | + 0,03 s    |
| 03    | Tina Unterberger       | + 0,04 s    |
| 04    | Greta Pinggera         | + 0,24 s    |
| 05    | Daniela Mittermair     | + 0,33 s    |
| 06    | Michelle Diepold       | + 0,38 s    |
| 07    | Riccarda Ruetz         | + 0,43 s    |
| 08    | Liubov Olkhovya        | + 0,45 s    |
| 08    | Lisa Walch             | + 0,45 s    |
| 10    | Vanessa Markt          | + 0,47 s    |
| 11    | Sara Bachmann          | + 0,56 s    |
| 12    | Michaela Niemetz       | + 0,95 s    |
| 13    | Klaudia Promny         | + 0,96 s    |
| 14    | Aleksandra Suvorova    | + 0,99 s    |
| 15    | Viktoriia Kozhakina    | + 1,21 s    |

## Doppelsitzer
| Platz | Name                                        | Zeit        |
| ----- | ------------------------------------------- | ----------- |
| 01    | ItalienPatrick Lambacher Matthias Lambacher | 0:11,59 min |
| 02    | RusslandPawel Porschnew Iwan Lasarew        | + 0,06 s    |
| 03    | ItalienPatrick Pigneter Florian Clara       | + 0,13 s    |
| 04    | RusslandStanislaw Kowschik Ilja Tarassow    | + 0,19 s    |
| 05    | RusslandAlexander Jegorow Pjotr Popow       | + 0,23 s    |
| 06    | ÖsterreichFabian Achenrainer Miguel Brugger | + 0,24 s    |
| 07    | PolenAdam Jędrzejko Kacper Spratek          | + 0,73s     |
| 08    | SlowenienBine Mekina Blaz Mekina            | + 0,90 s    |
| 09    | TürkeiIsa Guzeloglu Coskun Ercoskun         | + 1,26 s    |
| 10    | TschechienDavid Rydl Karel Rejnart          | + 1,27 s    |

## Mannschaftswettbewerb
| Platz | Name                                                              | Zeit        |
| ----- | ----------------------------------------------------------------- | ----------- |
| 1     | ItalienEvelin Lanthaler Alex Gruber Patrick Pigneter              | 0:37,91 min |
| 2     | ÖsterreichTina Unterberger Michael Scheikl Fabian Achenrainer     | 0:38,17 min |
| 3     | RusslandJekaterina Lawrentjewa Alexander Jegorow Alexei Martjanow | 0:38,60 min |